# 올벚나무
올벚나무(학명: Prunus itosakura 프루누스 이토사쿠라[*])는 장미과의 나무이다.

## 분포
동아시아에 분포한다. 한국과 일본이 원산지이다.

## 같이 보기
- 왕벚나무
- 제주벚나무